# بورغوراتو ألساندرينو
بورغوراتو ألساندرينو (بالإيطالية: Borgoratto Alessandrino)‏ هي بلدية في مقاطعة ألساندريا في إقليم بييمونتي في إيطاليا.

## السكان
في سنة 1861 بلغ عدد السكان 943 نسمة، وتطور العدد ليصل في سنة 2011 لـ 617 نسمة.
يظهر هذا المخطط البياني تطور النمو السكاني لـ بورغوراتو ألساندرينو